# Rikstanken
Рикстанкен (букмол Rikstanken — национальный танк) — норвежский лёгкий танк, построенный на шасси шведского лёгкого танка Landsverk L-120, в 1937 году в одном экземпляре, для нужд норвежской кавалерии. Первый танк произведённый в Норвегии.

## История создания
В 1936 году компания «Ландсверк» (швед. «Landsverk») получила заказ от шведской армии на производство одного опытного танка и одного опытного шасси L-120, которые должны были быть переданы армии для испытаний в феврале 1937 года. Компания смогла выполнить заказ шведских военных лишь в мае 1937 года, и первые полевые испытания танка и шасси смогли начаться лишь в июле-августе 1937 года.
В том же 1937 году L-120 привлёк внимание норвежских военных, и для нужд норвежской кавалерии было заказано одно шасси. В Норвегии на него установили корпус из железных листов и башню с 7,92 мм пулемётом М/29. Танк показали по всей Норвегии и он получил имя собственное — «Национальный танк» (букмол «Rikstanken»). Другими популярными именами танка были «Королевский танк» (букмол «Kongstanken») и «Норвежский танк» (букмол «Norgestanken»).

## Описание конструкции

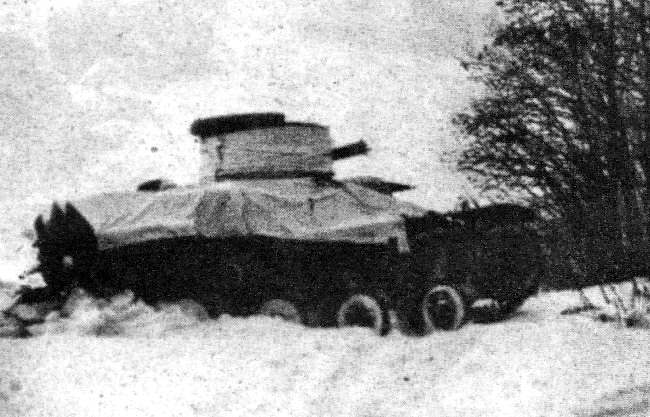
Rikstanken на зимних учениях 1938—1939

Rikstanken имел отделение управления в лобовой, боевое отделение — в средней и моторно-трансмиссионное отделение — в кормовой части машины. Штатный экипаж Rikstanken состоял из двух человек: командира машины-стрелка и механика водителя.